# Барро (Агеда)
Барро (порт. Barrô) — район (фрегезия) в Португалии, входит в округ Авейру. Является составной частью муниципалитета Агеда. Находится в составе крупной городской агломерации Большое Авейру. По старому административному делению входил в провинцию Бейра-Литорал. Входит в экономико-статистический субрегион Байшу-Воуга, который входит в Центральный регион. Население составляет 2040 человек. Занимает площадь 6,47 км².
Покровителем района считается Андрей Первозванный (порт. Santo André).